# Corregidor
Corregidor er en ø i Filippinerne. Den ligger ved indsejlingen til Minilabugten, ca. 48 km vest for Manila. Forvaltningsmæssigt hører Corregidor dog til Cavite City. Corregidor har form som en haletudse. Øens areal udgør ca. 9 km².

## Historie

### Spanske tid
Øen var formentlig beboet af fiskere allerede inden spanierne fik herredømmet over Filippinerne. I den spanske tid var der en en signalstation på øen, hvorfra der blev tændt bål for at man i Manila kunne se at der kom hjemvendende skibe. I 1795 blev der bygget en flådehavn på øen, senere fulgt af et marinehospital og i 1836 blev der bygget et fyrtårn. Den lille by San Jose på Corregidor udgjorde regeringssædet på øen.

### Amerikansk tid
Efter USA's overtagelse af Filippinerne i 1898 blev øen i 1907 udpeget til militært område, og den derværende militærpost fik navnet Fort Mills. På grund af sin placering var den særdeles velegnet ved forsvaret af Manila bugten og blev fra 1909 befæstet med artilleristillinger og bunkers og der blev anlagt veje. Da arbejderne forlod øen den 15. marts 1912 var øen blevet til en militær fæstning. På grund af øens klippefyldte natur og disse befæstninger bliver øen til stadighed omtalt som "The Rock".
Under den japanske invasion i december 1941 blev øen den 21. december hovedkvarter for den amerikanske flåde i området, som var underlagt general Douglas MacArthur. Trods blokade og heftige bombardementer fra luften kunne Corrigidor holde ud længe, og aflaste Bataan som sidte tilbagetrækningsmulighed for de filippinske og amerikanske styrker.
General MacArthur blev tilbagekaldt fra Corregidor og evakueret til Australien via Mindenao den 11. marts. Også efter at Bataan faldt den 9. april holdt fæstningen på øen ud i endnu 27 dage. Den 5. maj indledte 2.000 japanere end storm af øen med støtte fra luften og den følgende dag kapitulerede forsvarerne. Under den japanske besættelse forblev en japansk styrke på omkring 300 mand på øen sammen med ca. 500 krigsfanger.
Under amerikanernes tilbageerobring af Filippinerne i 1945 blev krigsfangerne transporteret bort. De amerikanske tropper stod overfor 5.000 japanere da de efter befrielsen af Luzon og hovedparten af Manila angreb øen den 15. februar 1945. Kampene om øen varede i 12 dag eog kostede knap 900 ofre på amerikansk side, mens næsten alle japanerne omkom.

## I dag
I dag er Corregidor hovedsagelig et historisk mindesmærke. Med de stadig synlige militære anlæg såsom Malinta-tunnelen, det gamle fyrtårn og mange parker er Corregidor en af de store turistmagneter på Filippinerne.